# Verein für deutsche Geschichts- und Altertumskunde
Der Fürstliche Verein für deutsche Geschichts- und Altertumskunde in Sondershausen war der Erforschung und Vermittlung der Regionalgeschichte im Fürstentum Schwarzburg-Sondershausen gewidmet. Eine Neugründung von 1990 knüpft an diese Aufgabenstellung an.

## Geschichte

### Gründung

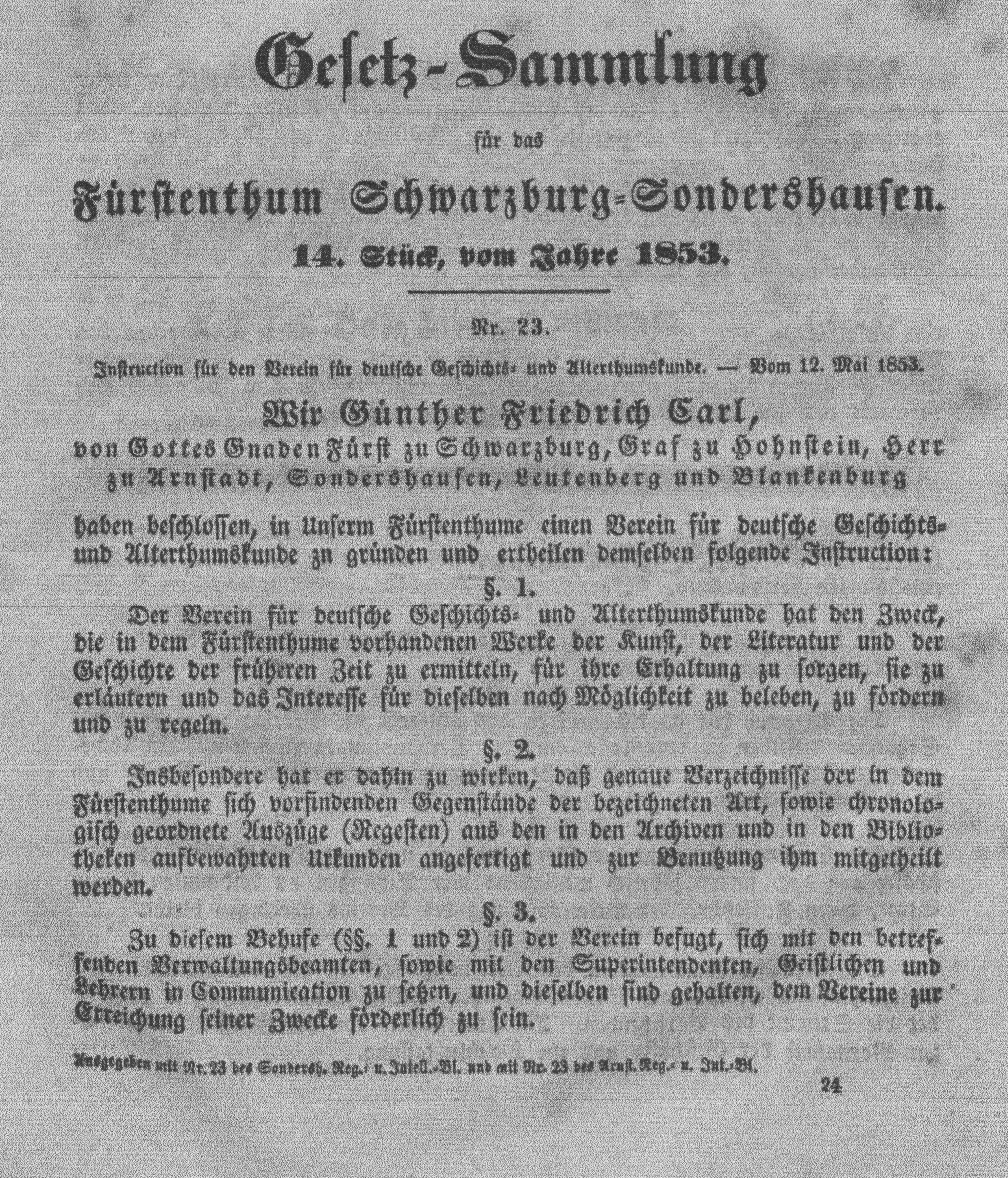
Gründungsdekret des Alterthumsvereins 1853

Anlässlich der Gründung des Gesamtvereins der deutschen Geschichts- und Alterthumsvereine im August 1852 in Dresden wurde Fürst Günther Friedrich Carl II. ersucht, Maßnahmen zur Erfassung, Aufbewahrung und Pflege von Kunstgut und Archivalien in seinem Fürstentum zu ergreifen.
Der Fürst beauftragte seinen früheren Geheimrat Günther von Ziegeler (1775–1853), einen Verein mit dieser Aufgabe zu bilden, und berief den Baurat Carl Scheppig, den Gymnasialdirektor Wilhelm Kieser, den Gymnasiallehrer Ferdinand Göbel und den Pfarrvikar Friedrich Apfelstedt als Mitglieder unter von Ziegelers Vorsitz. Eine erste Sitzung des Gremiums fand am 20. Dezember 1852 statt. Hier und in weiteren Sitzungen wurden korrespondierende Mitglieder hinzugewählt, u. a. der Justizrat Carl Einert, der Pfarrer Adolf Magerstedt in Großenehrich, der Realschullehrer Heinrich Hoschke in Arnstadt und der Rektor Christian Wellendorf in Gehren, und es wurden die künftigen Arbeitsgebiete und Vorgehensweisen erörtert, wobei Kieser für besonders umfassende und großzügige Zielsetzungen eintrat.
Aufgrund dieser Vorklärungen erließ der Fürst am 12. Mai 1853 eine „Instruktion“, durch die der Verein für deutsche Geschichts- und Alterthumskunde mit Sitz in Sondershausen förmlich gegründet und mit einer detaillierten Satzung ausgestattet wurde. Der (gewöhnlich so genannte) „Alterthumsverein“ unterstand der Ministerialabteilung für Kirchen- und Schulsachen; seine Mitglieder wurden vom Fürsten ernannt. Zusammen mit diesem Erlass wurde am 4. Juni 1853 auch eine Bestimmung vom 28. Mai veröffentlicht, in der die vom Fürsten nunmehr berufenen Vereinsmitglieder genannt wurden: F. Apfelstedt, F. Göbel, W. Kieser, C. Scheppig und, als Vorsitzender, C. Einert als ordentliche Mitglieder; außerdem als korrespondierende Mitglieder (die nicht verbunden waren, an den Vereinssitzungen teilzunehmen) weitere sieben Personen, darunter A. Magerstedt und die Lehrer H. Hoschke, August Hallensleben und Johann C. Uhlworm in Arnstadt. Der Verein erließ sogleich (am 21. Juni) eine öffentliche Aufforderung, ihm alle relevanten Informationen und Fundstücke zukommen zu lassen.
Am 5. August 1853 wurde der Gymnasiallehrer Thilo Irmisch als weiteres Mitglied berufen. Als Einert seine Mitgliedschaft aus Gesundheitsrücksichten niederlegte, wurde am 24. Juni 1854 Scheppig an seine Stelle berufen; er blieb Vorsitzender bis zu seinem Tod im Februar 1885.

### Bedeutung

Publikation des Fürstlichen Alterthumsvereins 1886

Im Verein konzentrierten sich knapp siebzig Jahre lang nahezu alle regionalgeschichtlichen Aktivitäten von Sondershausen.
Folgende Aufgaben standen im Vordergrund:
- Oberaufsicht über alle ur- und frühgeschichtlichen Funde und über die Pfarr- und Gemeindearchive.
- Ausgrabung und Bearbeitung, Aufbewahrung und Präsentation der gemachten Funde.
- Veröffentlichung von wissenschaftlichen Arbeiten und informativen Publikationen.[10]
- Zusammenstellung der „Schwarzburgica-Bibliothek“ aus eigenen und übernommenen Beständen der Ministerialbibliothek.

Der Verein schloss sich 1896 dem Verband der Thüringer Geschichts- und Altertumsvereine und seinem Arbeitsprogramm an.

### DerNaturwissenschaftliche Vereinund dasMuseumskränzchen
Neben dem regierungsamtlichen streng verfassten Alterthumsverein bildeten sich zwei informelle private Vereinigungen mit weitgehend ähnlicher Mitgliedschaft.

#### Naturwissenschaftlicher Verein
Im Januar 1863 beschlossen Karl Chop, Thilo Irmisch, Hermann Töpfer, Adolf von Wolffersdorff und der Hofapotheker Adolf Funke, sich einmal wöchentlich in einem öffentlichen Lokal zu treffen, um sich über wissenschaftliche Themen auszutauschen. Für ihren Naturwissenschaftlichen Verein verabredeten sie betont informelle Grundsätze; jeder, der sich für diese Art der Unterhaltung interessierte, konnte beitreten.
Als Vorsitzender fungierte zeitweise Chop, nach dessen Tod Töpfer, anschließend der Studienrat (und frühere Schüler von Irmisch und Kieser) Edmund König.

#### Museumskränzchen
Gegen Ende der 1890er Jahre fanden sich ortsgeschichtlich interessierte Sondershäuser zu einem Museumskränzchen zusammen, „von dem aus manche Anregung in die Wirklichkeit und Öffentlichkeit trat, die im Altertumsverein Ursprung und Pflege hätte finden müssen.“ Die Anregung dazu ging von dem Altertumskränzchen und der Museumsgesellschaft in Arnstadt aus, bei der Döring bis 1895 Mitglied war. Förmlich gegründet wurde das Museumskränzchen am 9. Oktober 1899 von Döring und Günther Lutze zusammen mit Otto Fleischhauer und Ernst Schedensack; es bestand bis 1923. Dort entstand der erste Kern der Sammlungen, die zum Städtischen Museum Sondershausen weiterentwickelt wurden. Das Museum existierte spätestens ab 1910, mit Döring als Leiter (Kustos), und nahm die Sammlungen des Altertumsvereins auf, später auch das Fürstliche Naturalienkabinett. Die Entwicklung und Pflege der Sammlungen wurde im Wesentlichen von Lutze und Döring geleistet.
Das Museumskränzchen stiftete einige Gedenktafeln für namhafte Einwohner der Stadt: für Cannabich, Irmisch und Bruch. (Die Kosten der Anbringung wurden jeweils von der Stadtverwaltung getragen.)

### Reformierung und Ende

Zeitschrift des reformierten Altertumsvereins 1922

Nach dem Ende der Monarchie im November 1918, dem Aufgehen des Freistaats im Land Thüringen im Mai 1920 und schließlich dem Ende der Gebietsvertretung Ende März 1923 verlor der Altertumsverein seine regierungsamtliche Funktion. Er war nun in der üblichen Weise für Beitrittswillige offen, und es gab Ortsgruppen („Pflegschaften“) in mehreren Orten der Unterherrschaft wie auch eine in Arnstadt (in der Oberherrschaft). Dort blieb sie jedoch nicht erhalten. Das Mitgliederverzeichnis vom Ende 1928 nennt 9 Ortsgruppen mit insgesamt 148 Mitgliedern, aber nur in der Unterherrschaft. Der reformierte Verein realisierte den alten Wunsch, eine eigene Zeitschrift herauszugeben: Ab Dezember 1922 erschienen die  Mitteilungen des Vereins für deutsche Geschichts- und Altertumskunde mit Döring als Schriftleiter, zunächst mit dem Zusatz „Abteilung Unterherrschaft“, ab 1926 stattdessen „in Sondershausen“. 1925 wurde der Altertumsverein förmlich ins Vereinsregister eingetragen. Döring, der noch von der Gebietsregierung als Leiter eingesetzt und später durch Wahlen bestätigt worden war, legte in einer Sondersitzung im Juni 1932 den Vorsitz nieder, wobei seine Nachfolge zunächst ungeregelt blieb. Erst Monate später wurde Erich Caemmerer zum neuen Vorsitzenden gewählt. Er führte die zeitgemäße Gleichschaltung mit demonstrativer Deutlichkeit durch; im Juli 1935 wurde die entsprechend modifizierte Satzung angenommen. Die Mitgliederzahl hatte sich inzwischen auf 87 vermindert; in den nächsten Jahren sank sie auf 70. Nach Dörings Tod 1938 kam 1940 noch ein Heft der Mitteilungen heraus, und noch im November 1942 fand eine öffentliche Sitzung statt. Für die folgenden Jahre sind jedoch keine Belege bekannt. Der Verein wurde 1949 aus dem Vereinsregister Sondershausen gestrichen.
Der Verein stiftete einige Gedenktafeln: am Geburtshaus von Stefanie Keyser und am Wohnhaus von Ernst Ludwig Gerber; im Alten Gottesacker für zehn Gelehrte, die dort zwischen 1578 und 1852 beigesetzt wurden; sowie am und im Haus der Goethe-Vorfahren in Berka.

## Mitglieder desVereins für deutsche Geschichts- und Altertumskunde

### Direktoren/Vorsitzende
- Justizrat Carl Einert (1853–1854)
- Baurat Carl Scheppig (1854–1885)
- Regierungsrat Max von Bloedau (1885–1895)[44]
- Hofjägermeister Adolf von Wolffersdorff (1895–1901)[45]
- Schulrat Hermann Töpfer (1901–1913)[46]
- Kammerherr Curt von Bloedau (1913–1920)[47]
- Oberschulrat Karl Schnobel (1920–1921)
- Oberregierungsrat Ludwig Nockher (1921–1923)[48]
- Gymnasiallehrer Edmund Döring (1923–1932), 1930 Ehrenmitglied[49]
- Studienrat Erich Caemmerer (1933–1949 [?])[50]

### Andere prominente Mitglieder
- Friedrich Apfelstedt, Pfarrer, Heimatforscher und Archivleiter
- Felix Bärwinkel, Landrat[51]
- Johannes Bärwinkel, Gymnasiallehrer und Archivleiter[52]
- Karl Chop, Rechtsanwalt und Naturkundler
- Emil Einert, Begründer des Stadtarchivs von Arnstadt, Heimatgeschichtler[53]
- Otto Fleischhauer, Pfarrer in Oberspier, Schriftsteller und Heimatforscher[54]
- Ferdinand Göbel, Gymnasiallehrer, Leiter des Fürstlichen Naturalienkabinetts (bis 1862)[55]
- Carl Gottschalck, Landrat und Regierungsmitglied
- Hermann Gresky, Studienrat und heimatkundlicher Autor[56]
- Wolfgang Gresky, Gymnasiallehrer und Regionalgeschichtsforscher[57]
- August Hallensleben, Gymnasiallehrer in Arnstadt[58]
- Heinrich Hoschke, Realschullehrer in Arnstadt
- Thilo Irmisch, Gymnasiallehrer, Botaniker, Heimatforscher, Leiter des Fürstlichen Naturalienkabinetts (ab 1862)
- Julius Kaiser, Seminardirektor[59]
- Stefanie Keyser, Heimatschriftstellerin
- Wilhelm Kieser, Gymnasialdirektor
- Samuel Kroschel, Gymnasialdirektor in Arnstadt[60]
- Günther Lutze, Realschullehrer, Botaniker und Heimatforscher; 1925 Ehrenmitglied[61]
- Adolf Magerstedt, Dr. phil. h. c., Konsistorialrat in Großenehrich, in Fragen der Landwirtschaft und der Agrarpolitik hochaktiv, 1840 Mitbegründer des Vereins zur Beförderung der Landwirtschaft in Sondershausen, langjähriges Landtagsmitglied[62]
- Karl Meyer (Nordhausen), Heimatforscher; 1931 Ehrenmitglied[63]
- Curt Mücke, Kunstmaler
- Albert Picard, Lehrer am Lyzeum und Schlotheim-Forscher[64]
- Karl Picard, Bürgerschulrektor, Paläontologe, Botaniker und Heimatforscher
- Ernst Richter, Archivar[65]
- Ernst Schedensack, Hofdekorationsmaler[66]
- Gerhard (Gerd) Schedensack, Zahnarzt[67]
- Karl Vollrath, Regierungsrat[68]

## NeugründungGeschichts- und Altertumsverein für Sondershausen und Umgebung
Am 20. März 1990 traten Sondershäuser Bürger in den Räumen des Schlosses zusammen, um einen Geschichts- und Altertumsverein für Sondershausen und Umgebung mit Sitz in Sondershausen zu gründen.
Das Ziel war, geschichtliche Fragen aller Art im Gebiet der ehemaligen Unterherrschaft und der Region um Bad Frankenhausen zu bearbeiten und Ergebnisse dieser Forschung in Vorträgen und Publikationen zu veröffentlichen. Der Verein sollte eine Vereinszeitschrift Püstrich betreiben. Als Vorsitzender wurde Karl-Heinz Becker gewählt; Schriftleiter war Klaus Stollberg. Der 83-jährige Wolfgang Gresky trat im selben Jahr bei; er wurde bald darauf zum Ehrenmitglied ernannt.
1999 schloss sich der Püstrich (ISSN 0863-4025) mit den Sondershäuser Beiträgen des Schlossmuseums (ISSN 1439-5568) zu dem neuen Titel Sondershäuser Beiträge. Püstrich zusammen.

## Nachweise
1. ↑  Vgl. das Protokoll der Versammlung deutscher Geschichts- und Alterthumsforscher in den Mittheilungen des Königlich Sächsischen Vereins für Erforschung und Erhaltung vaterländischer Alterthümer, 6. Heft, 1852, S. 129f.
2. ↑  Scheppig, Kieser und Apfelstedt blieben dem Verein dann bis zu ihrem Lebensende erhalten.
3. ↑  Döring S. 5.
4. ↑  Gesetz-Sammlung für das Fürstenthum Schwarzburg-Sondershausen Nr. 23.
5. ↑  Der Beitritt zum Gesamtverein wurde dem Alterthumsverein jedoch erst Anfang 1890 gestattet. (Döring S. 9; Korrespondenzblatt des Gesammtvereins der deutschen Geschichts- und Alterthumsvereine. 38. Jg., 1890. S. 17.)
6. ↑  Fürstlich Schwarzb. Regierungs- und Intelligenz-Blatt vom 4. Juni 1853, S. 239f.
7. ↑  Fürstlich Schwarzb. Regierungs- und Intelligenz-Blatt vom 16. Juli 1853, S. 317f.
8. ↑  Fürstlich Schwarzb. Regierungs- und Intelligenz-Blatt vom 13. August 1853, S. 355.
9. ↑  Fürstlich Schwarzb. Regierungs- und Intelligenz-Blatt vom 1. Juli 1854, S. 304.
10. ↑  Aus früher Zeit ist nur eine Mitteilung über den Erwerb des Schersenguts bekannt (Fürstlich Schwarzb. Regierungs- und Intelligenz-Blatt vom 23. August 1856, S. 397‒399). Nachdem Irmisch 1864 Redakteur des Regierungsblatts geworden war, brachte er dort zahlreiche Beiträge (etwa über Münzfunde und Ausgrabungen) heraus. Apfelstedt verstand seine Heimathskunde als Auftrag des Vereins; seine Bau- und Kunstdenkmäler wurden vom Verein herausgebracht. (Vgl. Döring S. 8 und 9.)
11. ↑  Zeitschrift des Vereins für Thüringische Geschichte und Altertumskunde Band 18, 1897. S. 615. (Döring S. 10.)
12. ↑  Naturwissenschaftlicher Verein zu Sondershausen. In Regierungs- und Nachrichtsblatt für das Fürstenthum Schwarzburg-Sondershausen vom 15. April 1884, S. 183.
13. ↑  Adressbuch Sondershausen 1882 S. 85, 1900 S. 124, 1913 S. 133 sowie Der Deutsche 1916 Nr. 19.
14. ↑  Döring S. 11.
15. ↑  Vgl. Franz Boese, Wie ich zur Museumsgesellschaft kam, und wie sie wurde. In Alt-Arnstadt. 12. Heft, 1939. S. 103–119.
16. ↑  Vgl. Heimatliches in Der Deutsche 1910 Nr. 46.
17. ↑  Lebenswege in Thüringen, S. 218 und 290.
18. ↑  Aufruf in Der Deutsche 1902 Nr. 27.
19. ↑  Adressbuch 1910 S. 128. Er hatte die Museumsleitung bis zu seinem Tod inne; vgl. Adressbuch 1937/38 S. XIV.
20. ↑  Döring S. 13; vgl. die Besuchsordnung für das Museum in Der Deutsche 1913 Nr. 78.
21. ↑  Der Deutsche 1920 Nr. 261 und 278 (Cannabich), 1922 Nr. 48 und 54 (Irmisch) sowie 1922 Nr. 116 und 130 (Bruch).
22. ↑  Das Kränzchen verwendete dazu ein Vermächtnis des Arztes Otto Moszeik (Nachruf in Der Deutsche 1921 Nr. 85). Dörings Antrag an den Magistrat vom 18. Januar 1922 ist abgedruckt bei Wolfgang Gresky, Gedenktafeln in der Stadt Sondershausen. Hrsg. Kulturamt der Stadt Sondershausen, 1993. S. 23.
23. ↑  Gesetzsammlung für das Fürstentum Schwarzburg-Sondershausen 1918 Nr. 55.
24. ↑  Der Deutsche 1923 Nr. 80; Lengemann, Landtag, S. 40–47.
25. ↑  Vereinsakten bis 1923 befinden sich im Archiv des Ministeriums Sondershausen, II. Abt. (Inneres), Arch.-Sign. 2505.
26. ↑  Adressbuch Arnstadt 1921 S. 165.
27. ↑  Mitteilungen usw. 5. Heft, 1928, S. 53–56.
28. ↑  Der Deutsche 1923 Nr. 41.
29. ↑  Der Deutsche 1925 Nr. 165.
30. ↑  Vgl. Der Deutsche 1923 Nr. 74 und Verabschiedung von Lehrkräften an den Staatsschulen in Der Deutsche 1924 Nr. 91.
31. ↑  Vorstandswahl am 14. Mai 1928 und am 12. Mai 1931; vgl. Der Deutsche 1928 Nr. 108 und 1931  Nr. 103.
32. ↑  Der Deutsche 1932 Nr. 137 und  141.
33. ↑  Vgl. Der Deutsche 1933 Nr. 60.
34. ↑  Der Deutsche 1934 Nr. 143 mit 177 und 1935 Nr. 111 mit 153. Die neue Satzung wurde am 3. Oktober 1935 ins Vereinsregister eingetragen (Lengemann, Erich Caemmerer, S. 12).
35. ↑  Der Deutsche 1936 Nr. 151, 1938 Nr. 153, 1939 Nr. 155, 1940 Nr. 148, 1941 Nr. 143, 1942 Nr. 141.
36. ↑  Nachruf des Vereins in Der Deutsche 1938 Nr. 100.
37. ↑  Der Deutsche 1940 Nr. 111.
38. ↑  Der Deutsche 1942 Nr. 259.
39. ↑  Lengemann, Edmund Döring, S. 10.
40. ↑  Der Deutsche 1928 Nr. 26.
41. ↑  Beide Häuser sind im Original zerstört, die Tafeln sind verschollen.
42. ↑  Text in Gedenk- und Erinnerungstafeln, in Der Deutsche 1929, Nr. 104; vgl. Photo.
43. ↑  Der Deutsche 1933 Nr. 3.
44. ↑  Nachruf in Der Deutsche 1895 Nr. 132. Max (1830–1895) war ein Sohn des Fürstlichen Leibarztes Dr. Carl Bloedau, der 1835 in den Adelsstand erhoben wurde.
45. ↑  Nachruf in Der Deutsche 1901 Nr. 104.
46. ↑  Leiter des Naturalienkabinetts nach Irmisch. Nachrufe in Der Deutsche 1915 Nr. 86. – Angabe zur Vereinsleitung nach Döring S. 10–12 und Lengemann, Hermann Töpfer, S. 16f. (Abweichende Angaben im Adressbuch 1904 S. 123 und 1908 S. 130.)
47. ↑  Max von Bloedau war ein Onkel.
48. ↑  ab 1922 in Weimar (Döring S. 13); vgl. Adressbuch Weimar 1924 S. 70.
49. ↑  Oberlehrer Döring – 70 Jahre alt in Der Deutsche 1930 Nr. 7 und Nachrufe in Der Deutsche 1938 Nr. 57 und 100.
50. ↑    - 1884 in Arnstadt, † 1956 in Sondershausen; 1912 bis 1945 Lehrer am Gymnasium in Sondershausen. Vgl. Lengemann, Erich Caemmerer.
51. ↑  Adressbuch 1900 S. 42 und S. 115.
52. ↑  Anstellung Regierungs- und Nachrichtsblatt für das Fürstenthum Schwarzburg-Sondershausen 1879 Nr. 22; Adressbuch 1900 S. 42 und S. 116; Nachrufe in Der Deutsche 1923 Nr. 9.
53. ↑  (1826–1896), Sohn des ersten Vorsitzenden Carl Einert. (Chronik von Arnstadt. 2003, ISBN 3-934277-07-1, S. 239, mit Porträt.)
54. ↑  Nachruf in Der Deutsche 1939 Nr. 153.
55. ↑   (1805–1876), ab 1836 Lehrer in Sondershausen, ab 1862 in Arnstadt. (Lutze, Schulgeschichte S. 33f.; Der Deutsche 1862 Nr. 1; Fürstliches Naturalienkabinett, Arch.-Sign. 2034).
56. ↑    - 1876 in Stadtilm, † 1960 in Baden-Baden. (J. Lengemann: Hermann Gresky. In: Sondershäuser Beiträge. Püstrich. Heft 17, 2016. S. 7–19.)
57. ↑  (1907–1996), Sohn von Hermann Gresky. (J. Lengemann: Wolfgang Gresky. In: Sondershäuser Beiträge. Püstrich. Heft 18, 2017. S. 7–20.)
58. ↑  Genealogisches Handbuch bürgerlicher Familien Band 5, 1897, S. 119f.
59. ↑  Adressbuch 1900 S. 62.
60. ↑  Nachruf in Der Deutsche 1904 Nr. 7; Lengemann, Johann Samuel Kroschel. In: Sondershäuser Beiträge. Püstrich Heft 12, 2011. S. 6–33.
61. ↑  Oberlehrer Günther Lutze – 90 Jahre alt! In Der Deutsche 1930 Nr. 5; Biographie Nr. 358 in Lebenswege in Thüringen, S. 216–218.
62. ↑  Lengemann, Landtag S. 228–230, mit Porträt.
63. ↑  Der Deutsche 1931 Nr. 146.
64. ↑  Der Deutsche 1910 Nr. 87, Adressbuch 1928 S. 29; Fiedler, Geschichte der Stadt Schlotheim in Thüringen. ISBN 3-930504-04-9.
65. ↑  Fürstlich Schwarzb. Regierungs- und Intelligenz-Blatt vom 27. September 1856, S. 449.
66. ↑  Nachruf in Der Deutsche 1925 Nr. 223; Biographie Nr. 380 in Lebenswege in Thüringen, S. 289–292 (mit Porträt).
67. ↑  (1899–1945); Sohn von Ernst Schedensack. Adressbuch 1928 S. 32.
68. ↑  Nachruf in Der Deutsche 1884 Nr. 101.
69. ↑  Ins Vereinsregister am 27. März 1990 eingetragen. Die allgemeinen Informationen finden sich in der 1. Nummer des Püstrich vom April 1990.
70. ↑  Dazu gab es zwei „Sonderhefte“: Heinrich Frankenbergers Abhandlungen über musikwissenschaftliche Fragen, hrsg. von Hermann Gresky, 1925; und Johann Günther Friedrich Cannabich. Ein Gedenkblatt zu seinem 150. Geburtstage, von G. Lutze, 1927.
71. ↑  Dazu gibt es begleitende Publikationen, insbesondere das „Beiheft 1“: Gesamtregister 1922–2002 der in Sondershausen in Folgen erschienenen [Zeit-] Schriften zur Schwarzburgischen Landes- und Kulturgeschichte, bearb. von Jochen Lengemann. 2002.